# Nyawangan (Sendang)
Nyawangan is een bestuurslaag in het regentschap Tulungagung van de provincie Oost-Java, Indonesië. Nyawangan telt 6340 inwoners (volkstelling 2010).